# 가메이촌
가메이촌(亀井村)은 사이타마현 히키군에 존재했던 촌이다.

## 지리
- 현재의 하토야마정 북부에 위치하며, 하토강이 이곳에서 발원하여 주변의 각 하천을 합쳐 남쪽으로 흐르고 있다.현재 사이타마현 도로 41호 히가시마쓰야마 에시오선, 사이타마현 도로 171호 다마가와 사카도선이 교차하는 곳이다.

## 역사
- 1889년 4월 1일 - 정촌제 시행에 의해 히키군 가메이촌이 성립하였다.
- 1955년 4월 15일 - 이마주쿠촌과 합병해, 하토야마촌이 성립하였다. 이후 가메이촌은 오아자로 계승되었다.